# برشاوشان مفلطح الأوراق
برشاوشان مفلطح الأوراق (الاسم العلمي: Adiantum platyphyllum) هو نوع من النباتات يتبع جنس البرشاوشان من الفصيلة الديشارية.